# غمار ضفافي
غمار ضفافي (الاسم العلمي:Gammarus riparius) هو نوع من المفصليات يتبع جنس الغمار من الفصيلة الغمارية.